# 恩菲爾德 (新罕布什爾州普查規定居民點)
恩菲爾德（英語：Enfield）是位於美國新罕布什爾州格拉夫頓縣的普查規定居民點。

## 人口
根據2020年美國人口普查的數據，恩菲爾德的面積為6.82平方千米，當中陸地面積為6.68平方千米，而水域面積為0.14平方千米。當地共有人口1571人，而人口密度為每平方千米230.35人。